# Marc-René de Voyer, hrabě d'Argenson
Marc-René de Voyer de Paulmy, hrabě d'Argenson (francouzsky Marc-René II. de Voyer de Paulmy, comte d'Argenson et de Paulmy, vicomte de Voyer et de La Guerche, baron des Ormes) (20. září 1722 Paříž – 18. září 1782 Château des Ormes) byl francouzský šlechtic a generál. Od mládí sloužil v armádě a zúčastnil se dynastických válek 18. století. Díky vlivným rodinným vazbám dosáhl brzy již za sedmileté války hodnosti generálporučíka. Dlouhodobě zastával funkci ředitele královských hřebčínů a uplatnil se v chovu koní pro královskou armádu, ve Francii zavedl chov anglických plnokrevníků.

## Životopis

Erb rodu Voyer d'Argenson

Pocházel ze staré šlechtické rodiny připomínané od 13. století, později v 17. století se potomci začali prosazovat ve státní správě, diplomacii a armádě. Narodil se jako starší syn dlouholetého ministra války hraběte d'Argenson (1696–1764) a jeho manželky Anne Larcher (1706–1754). Od mládí sloužil v armádě a zúčastnil se války o rakouské dědictví. Díky vysokému postavení svého otce jako dlouholetého ministra války rychle postupoval v hodnostech. Již v roce 1745 byl jmenován brigádním generálem a vyznamenal se v bitvě u Fontenoy (1745). Poté bojoval ve Flandrech a v Německu, ještě v roce 1745 byl velitelem v Alsasku a v roce 1748 dosáhl hodnosti generálmajora (maréchal de camp). Po válce o rakouské dědictví působil ve funkci generálního inspektora jezdectva.
V letech 1750–1763 zastával dlouhodobě funkci ředitele královských hřebčínů (Directeur des Haras) a věnoval se chovu koní pro armádu, mimo jiné do Francie jako první přivezl anglického plnokrevníka. Zastával také čestnou funkci guvernéra zámku ve Vincennes (1754–1782), krátce ale také sdílel nemilost svého tchána maršála de Mailly, který byl v roce 1753 vypovězen od královského dvora. Za sedmileté války znovu bojoval v Německu pod velením maršála de Soubise. V roce 1758 byl zraněn v bitvě u Crefeldu a v roce 1759 byl povýšen do hodnosti generálporučíka (Lieutenant-Général). Mezitím přišel o patronát svého otce, který byl v roce 1757 v nemilosti odvolán z funkce ministra války.

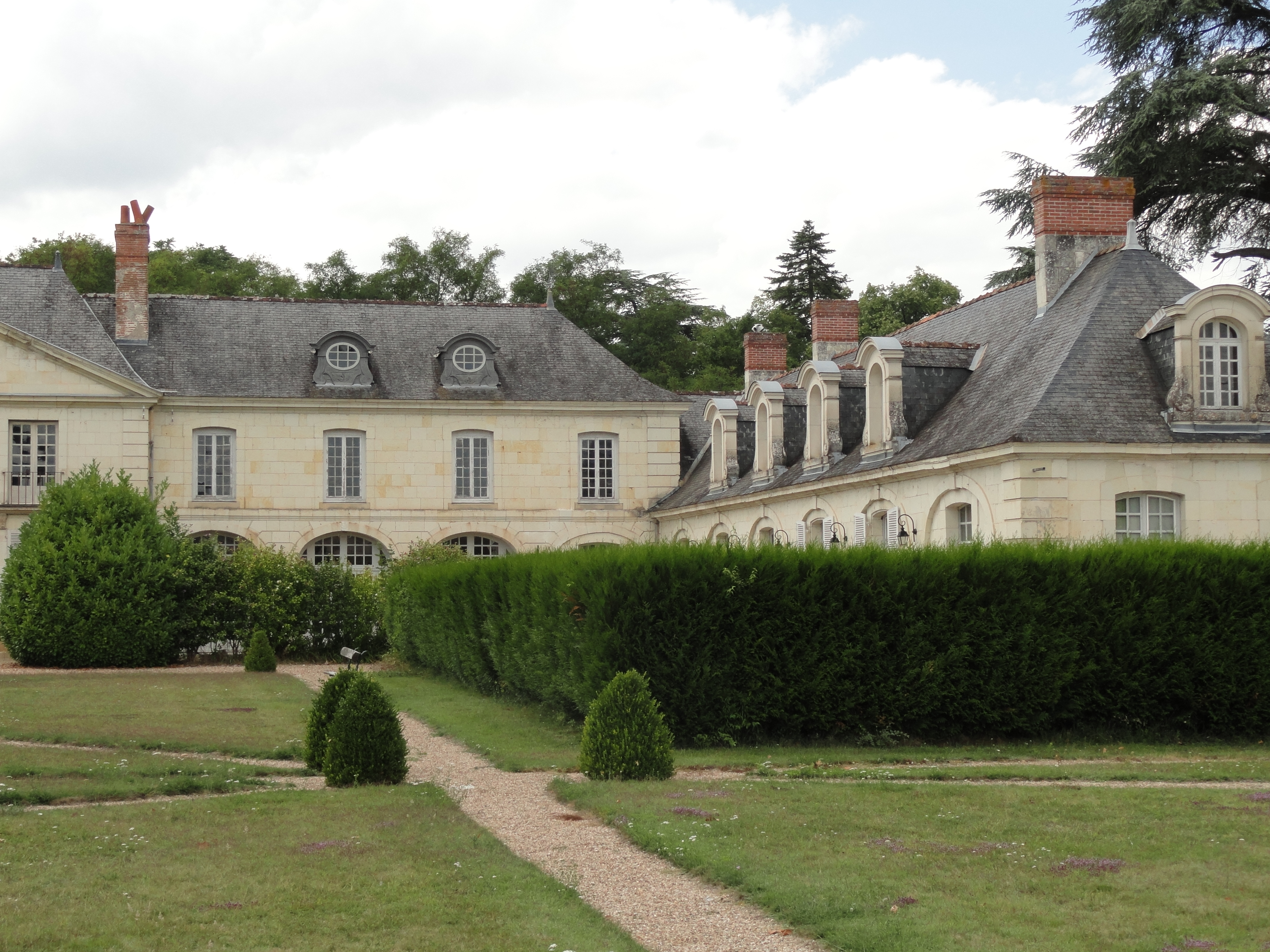
Zámek Les Ormes

Po rezignaci na úřad ředitele královských hřebčínů v roce 1763 se věnoval správě svých soukromých statků a v roce 1764 po otci začal užívat titul hraběte d'Argenson (již předtím ale neformálně užíval titul markýze de Voyer). V letech 1762–1770 realizoval přestavbu rodového paláce v Paříži v ulici Rue des Bons-Enfants poblíž Louvru, později podnikl také úpravy hlavního rodového sídla Les Ormes (Touraine). Na nádvoří zámku byla umístěna mramorová socha Ludvíka XV. a sedm britských děl ukořistěných v bitvě u Fontenoy. I na svých panstvích se nadále věnoval chovu koní a v závěru vlády Ludvíka XV. stál v opozici proti politice prvního ministra vévody de Choiseul. Po nástupu Ludvíka XVI. a zapojení Francie do americké války za nezávislost se vrátil do královských služeb (1775). Byl jmenován generálním inspektorem pobřeží Atlantiku, souběžně byl velitelem v provinciích Poitou a Aunis. Zasloužil se o vybudování opevnění ostrova Aix v Biskajském zálivu. V roce 1782 se jako aktivní účastník pokusů o odvodnění bažin u Rochefortu nakazil malárií a krátce poté zemřel ve věku nedožitých šedesáti let na svém zámku Les Ormes. Pohřben byl v rodové hrobce v Paulmy (Centre-Val de Loire).
Jeho manželkou byla od roku 1747 Anne Marie Constance de Mailly (1734–1783), dcera pozdějšího maršála Francie markýze de Mailly d'Haucourt (1708–1794), po matce pocházela z rodu Colbertů. Z manželství pocházely čtyři děti, nejmladším potomkem byl jediný syn Marc-René de Voyer de Paulmy, markýz d'Argenson (1771–1842), který v době Francouzského císařství zastával funkci prefekta v Holandsku a po restauraci Bourbonů byl dlouholetým členem francouzské poslanecké sněmovny.
Jeho bratrancem byl Antoine-René de Voyer, markýz d'Argenson (1722–1787), který byl mecenášem umění, diplomatem v několika zemích a v letech 1757–1758 ministrem války.